# Сцени Страстей Христових (Мемлінг)

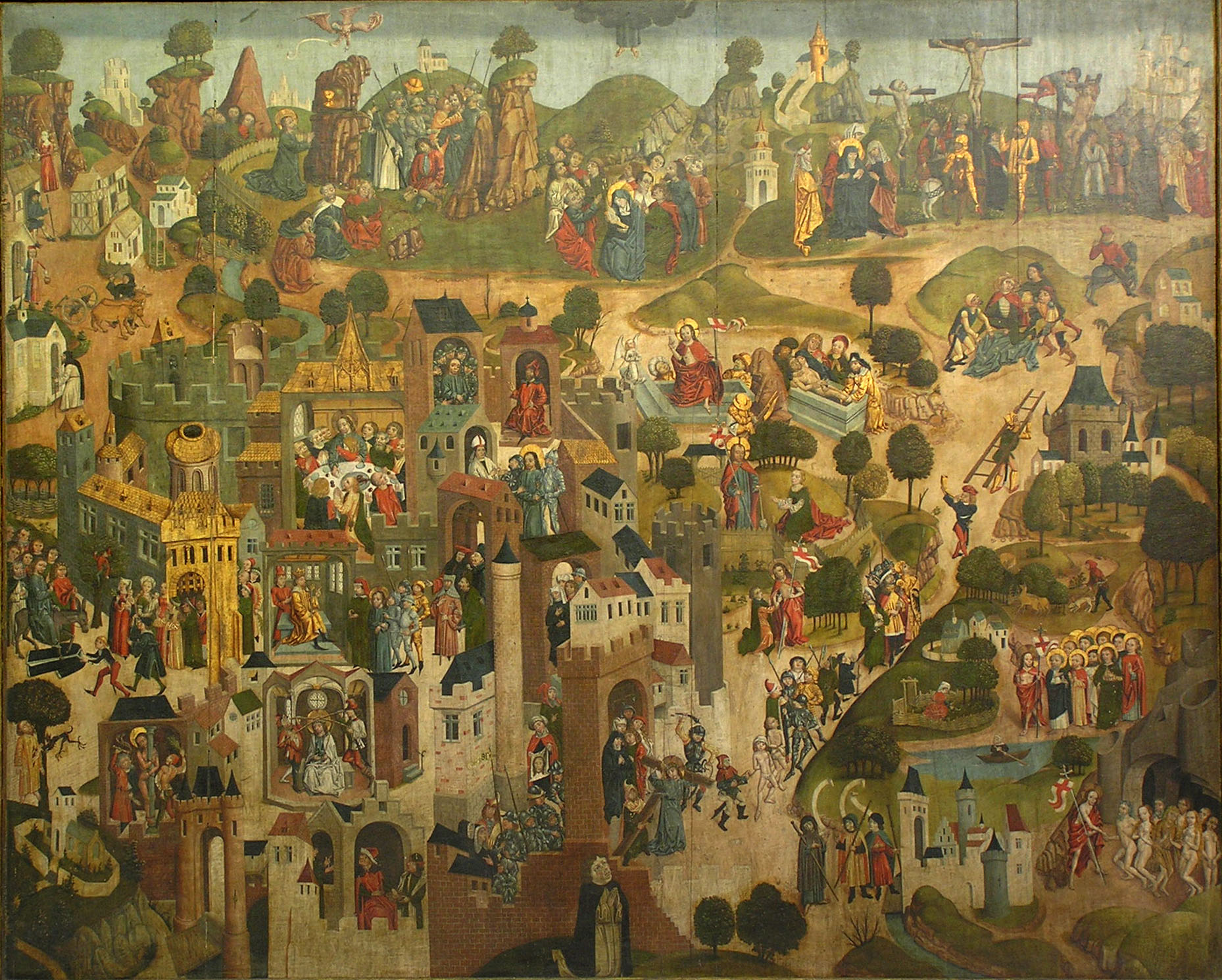
A similar Passion shown in a number of small scenes, ca. 1490, from the Entry into Jerusalem through the Golden Gate (lower left) to the Ascension (centre top), from Poland.

Сцени Страстей Христових (Мемлінг) — картина   на панно з балтійського дуба, написана у 1470 році  фламандським живописцем другої половини XV століття Гансом Мемлінгом. На картині показано 23 віньєтки  Життя Ісуса Христа.Зараз картину зберігає Галерея Сабауда в Турині.

## Історія картини
На картині  одну оповідну композицію  поєднані 19 епізодів із  Страстей Христових, Воскресіння, і 3 пізніше   поява воскреслого Христа,  Марія Магдалина,  дорога до Емауса, і Галілейське море). Картину замовив  Томмазо Портінарі, італійський банкір, який  жив  у Брюгге. Банкір  зображений   на колінах і молиться в лівому нижньому куті.  У правому нижньому куті видно його дружину Марію Барончеллі,яка стоїть на колінах і молиться.

## Опис
Картина порівняно невелика, 56,7 × 92,2 см, і навряд чи була вівтарною деталлю. Можливо, вона була призначена для каплиці Портінарі в церкві святого Якова в Брюгге. Вона не занесена до речей Портинарі, коли він помер у 1501 році, і вважається, що була перенесена з Брюгге до Флоренції між 1510 та 1520 рр. Вперше записана у колекції  Козимо I  у  Флоренції  у 1550 р. 
Картина складається з цілої серії епізодів від останнього етапу життя Ісуса, до його смерті, воскресіння і явлення перед його учнями. Починаючи з верхнього лівого кута, це такі сцени:
- Вступ Ісуса до Єрусалиму
- Вигнання купців з Єрусалимського храму
- Остання вечеря
- Зрада Юди
- Молитва в Гефсиманський сад (Цілком таємно)
- Юда цілується
- Святий Петро   зрікається Ісуса
- Христос і  Каяфа
- Пілат миє руки
- Бичування Ісуса
- Увінчання терновим вінцем
- Перенесення хреста
- Прибивання Христа до хреста
- Христос на хресті
- Покладання тіла Христа до могили
- Спуск до Безодні
- Воскресіння
- На шляху до   Еммауса
- Поява Христа на  Озері Тиберія

Деякі сцени зберігають майже казковий характер, який перетворюється на реалістичну драму лише в сценах на Голгофі. Над порталом кімнати, в якій Христос стоїть перед Пілатом, є рельєфи із зображенням суду Соломона. Фігура на колінах у лівому нижньому куті картини - Томмазо Портінарі, флорентійський банкір, що проживає в Брюгге, який замовив роботу. У правому нижньому куті видно його дружину Марію Барончеллі.
Сцени Страсті починаються вдалині вгорі з в'їздом Ісуса до Єрусалиму Вербна неділя, проходять через місто і   повертають вліво до Гефсиманського саду. Художник  включає сім традиційних   Хрестових зупинок, але додає кілька сцен перед і після них, Ісусові дають свій хрест, два випадки, коли Ісус падає, несучи хрест, зустрічаючи    матір,  Свята Вероніка витирає обличчя Ісуса, Ісус зустрічається з  Єрусалимськими дочками, і Ісус позбавлений одягу.
Єрусалим  зображений як  середньовічне місто з екзотичними вежами, увінчаними куполами. Висока точка зору "пташиного польоту" робить Голгофу видимим позаду місто. Незвично для картин цього періоду освітлення по всій картині є внутрішнім.

## Подібності
Мемлінг використовував подібний стиль написання полотен на біблійну тематику у картині «Прихід і торжество Христа»  (також відомий як  «Сім радостей Діви»)  (1480), зроблений для вівтаря   церкві Богоматері в Брюгге, яка зараз знаходиться у Мюнхені. 